# Thalictrum pseudoichangense
Thalictrum pseudoichangense är en ranunkelväxtart som beskrevs av Q.E.Yang och G.H.Zhu. Thalictrum pseudoichangense ingår i släktet rutor, och familjen ranunkelväxter. Inga underarter finns listade i Catalogue of Life.